# Central do Brasil (filme)
Central do Brasil é um filme brasileiro de 1998 dirigido por Walter Salles, produzido pela VideoFilmes, escrito por João Emanuel Carneiro e Marcos Bernstein, e estrelado por Fernanda Montenegro e Vinícius de Oliveira. Ambientado no Brasil, o enredo gira em torno de Dora, uma professora aposentada que trabalha como escritora de cartas para pessoas analfabetas na Estação Central do Brasil, a qual ajuda Josué, um garoto cuja mãe morreu atropelada por um ônibus, a encontrar seu pai no Nordeste.
A concepção do filme surgiu no início de 1993, após Salles ter lido uma carta enviada a seu amigo Frans Krajcberg por uma, até então, presidiária. O momento de crise econômica pelo qual o Brasil estava passando também foi relevante para a inspiração do roteiro. O diretor tinha em mente trabalhar com alguns profissionais desconhecidos pelo público, de modo que fosse realizado um trabalho autêntico e simples, uma vez que eles não deixariam suas experiências de carreira refletirem na produção. O diretor de fotografia responsável foi Walter Carvalho. Para a música, Antonio Alves Pinto e Jaques Morelenbaum assinaram o contrato. As filmagens começaram em 1996 e tiveram locações no Rio de Janeiro e em alguns estados nordestinos.
O longa-metragem teve sua pré-estreia mundial em uma mostra regional de cinema na Suíça em 16 de janeiro de 1998, seguido de uma exibição no dia 19 do mesmo mês no Festival Sundance de Cinema, nos Estados Unidos. Seu lançamento no Brasil ocorreu no dia 3 de abril do mesmo ano. Central do Brasil recebeu "aclamação universal" por parte da crítica especializada, que elogiou a direção, o roteiro, as atuações e a trilha sonora, e entrou em diversas publicações dos Melhores do Ano. É considerado um clássico e um dos filmes brasileiros mais importantes já feitos, uma vez que representou um grande marco no período de reflorescimento da produção cinematográfica brasileira, conhecido como "cinema da retomada", e restituiu confiança ao cinema nacional. A interpretação de Montenegro foi aclamada pelos críticos e imprensa nacionais e internacionais e rendeu-lhe uma indicação ao Oscar na categoria de Melhor Atriz — tornando-a a primeira latino-americana e primeira atriz indicada ao prêmio por uma atuação em língua portuguesa — e uma indicação ao Globo de Ouro de Melhor Atriz em Filme Dramático. O filme recebeu diversos prêmios e indicações ao redor do mundo, dentre eles, uma outra nomeação ao Oscar, na categoria de Melhor Filme Estrangeiro, ao Independent Spirit Award e aos Prêmios César, e venceu o BAFTA, o Globo de Ouro, National Board of Review e o Prêmio Satellite — todos na mesma categoria. Em seu lançamento no Festival internacional de Cinema de Berlim, a produção conquistou o prestigiado prêmio Urso de Ouro de Melhor Filme e o Urso de Prata de Melhor Atriz. Em novembro de 2015, a obra entrou na lista dos 100 Melhores Filmes Brasileiros de Todos os Tempos, realizada pela Associação Brasileira de Críticos de Cinema.

## Enredo
Dora (Fernanda Montenegro) é uma professora aposentada que trabalha como escritora de cartas para analfabetos na Estação Central do Brasil, no Rio de Janeiro. Ela frequentemente perde a paciência com seus clientes e muitas vezes não envia as cartas que escreve, colocando-as em uma gaveta ou até mesmo rasgando-as. Josué (Vinícius de Oliveira) é um pobre garoto com nove anos que nunca conheceu seu pai, Jesus, mas espera fazer isso. Sua mãe, Ana (Sôia Lira), então, contrata os serviços de Dora para poder enviar uma carta para o pai do garoto, na qual afirma que eles esperam se reunir em breve. Contudo, no momento em que a mãe e o garoto deixam a estação, aquela é atropelada por um ônibus e morre às vistas do filho, que fica desabrigado e passa a perambular pelo local. Tempos depois, Dora, temendo que algo ruim aconteça ao menino, leva-o para sua casa, e convencida por Pedrão (Otávio Augusto), o sádico segurança da estação, vende-o para Yolanda (Stella Freitas) e seu marido, um casal corrupto — embora não saiba, mas ela se sente culpada após sua vizinha e amiga Irene (Marília Pêra) avisar-lhe que o casal não coloca crianças para adoção, mas sim as matam e vendem seus órgãos no mercado negro. No dia seguinte, a escritora retorna ao apartamento em que negociou Josué, engana Yolanda, e rouba-o de volta. Inicialmente, Dora hesita em se responsabilizar pelo menino, mas acaba por decidir levá-lo ao nordeste do país, a fim de encontrar a casa de seu pai e ali deixá-lo.
Já naquela região, a professora tenta deixar Josué no ônibus para que ele continuasse a viagem, mas este abandona o transporte e a segue; no entanto, o garoto esquece nele a sua mochila que continha o dinheiro de Dora lhe dera. Sem recursos financeiro, eles pegam carona com César (Othon Bastos), um caminhoneiro evangélico, por quem a mulher se apaixona; porém, ao Dora encorajá-lo a beber cerveja e se declarar para ele, este os abandona em um restaurante no momento em que a mulher vai ao banheiro arrumar a sua aparência e passar um batom que havia ganhado ali mesmo. A escritora chora por não ter sido correspondida, e, em seguida, troca seu relógio por duas caronas para a cidade de Bom Jesus do Norte. Ela e Josué, na cidade, encontram o endereço de seu pai, mas os moradores atuais dizem que Jesus ganhou uma casa na loteria e que mora em um conjunto habitacional, além de ter perdido a outra moradia e o dinheiro com bebidas. Após a escritora ter brigado com o menino durante uma romaria e, subsequentemente, ter desmaiado, ambos angariam dinheiro dos peregrinos que chegaram na cidade, os quais têm intuitos de pagarem seus votos: Josué proclama os serviços de Dora e ela escreve as cartas para os romeiros. Desta vez ela posta as correspondências no correio.

Dora e Josué, personagens em torno das quais gira a trama do enredo

Eles pegam um ônibus para o conjunto habitacional; no entanto, ao chegarem no local, são informados pelos novos moradores que Jesus não mora mais lá e desapareceu. Josué diz a Dora que ele vai esperar pelo pai, mas a mulher o convida para morar consigo; posteriormente, a escritora resolve vender a geladeira, sofá e televisão de seu apartamento no Rio; para isso, ela liga para Irene e lhe pede que o faça. Isaías (Matheus Nachtergaele), um dos meio-irmãos de Josué, está trabalhando em um telhado e descobre que a senhora e o garoto estão procurando por seu pai. Depois de se apresentar, Dora diz que é amiga de Jesus e, como estava na área, pensou em fazer-lhe uma visita. Isaías insiste que ela e Josué, que, desconfiado do estranho, se apresenta como Geraldo, vão jantar em sua casa, onde conhecem Moisés (Caio Junqueira), o outro meio-irmão. Mais tarde, Isaías explica que seu pai se casou com Ana, a quem ele não conhece, mas esta lhe deixou e mudou-se para o Rio e nunca mais voltou. Isaías pede a Dora para ler uma carta que seu pai escreveu para Ana quando ele desapareceu, seis meses antes, caso ela retornasse. Na correspondência, o pai explica que foi ao Rio para encontrar esposa e o filho que nunca conhecera. Jesus promete voltar, e pede que ela lhe espere para que todos pudessem ficar juntos —  ele, Ana, Isaías e Moisés. Nesse ponto, Dora faz uma pausa, olha para Josué e diz: "e Josué, que eu quero tanto conhecer". Isaías e Josué dizem que o parente retornará; apesar de Moisés não pensar assim. Na madrugada seguinte, enquanto os garotos dormem, Dora levanta e coloca, ao lado da carta de Jesus, a que Ana lhe fizera, a qual a escritora carregou consigo desde a Estação Central do Brasil, mas nunca a enviara. Então, ela sai da casa e pega um ônibus para o Rio. Ao acordar, Josué se dá conta de sua partida. No ônibus, Dora escreve uma carta para ele, na qual diz que tem medo que ele a esqueça, e afirma sentir saudades do pai e de tudo. O filme termina com ambos olhando as fotos que eles tiraram na noite posterior à romaria para lembrarem um do outro.

## Elenco
- Fernanda Montenegro como Isadora "Dora" Teixeira
- Vinícius de Oliveira como Josué Fontenele de Paiva
- Marília Pêra como Irene
- Othon Bastos como César
- Matheus Nachtergaele como Isaías de Paiva
- Caio Junqueira como Moisés de Paiva
- Otávio Augusto como Pedrão
- Stella Freitas como Yolanda
- Soia Lira como Ana Fontenele
- Harildo Déda como Bené
- Berto Filho como Romeiro

## Produção

### Desenvolvimento
O conceito remoto do filme surgiu em janeiro de 1993, logo após Frans Krajcberg ter recebido uma carta da até então presidiária Maria do Socorro Nobre e ter se impressionado com a correspondência, mostrando-a ao diretor Walter Salles, seu amigo desde 1985, quando este rodou o documentário Frans Krajcberg, o Poeta dos Vestígios. Após ter concluído a leitura da carta, o cineasta decidiu transformá-la em um curta, para isso, mandou uma pessoa procurar Socorro no presídio de Salvador e entrou em contato com ela por telefone, pelo qual afirmou que gostaria de fazer um trabalho inspirado em sua vida. Em setembro do mesmo ano, a mulher recebeu a visita de Salles com Krajcberg, a qual resultou no documentário Socorro Nobre (1995), exibido em mostras na Europa e Estados Unidos. O desejo de enviar a carta para Krajcberg manifestou-se assim que Socorro lera uma entrevista realizada com ele, publicada pela revista Veja, na qual o artista plástico contava o quão saíra arrasado da Polônia, visto que sua mãe havia sido morta e ele estava deprimido, desesperançoso. Mas quando chegou ao Brasil, viu que ainda havia vida dentro dele, e, por conseguinte, recuperou-se.

"Eu acordei um dia com a ideia do filme e a arquitetura básica. Única vez que isso aconteceu comigo, aliás. Eu escrevi umas vinte páginas aquele dia com uma arquitetura de início, meio e fim."

—  Walter Salles
Por conta daquele documentário e pelo momento de falta de comunicação pelo qual o Brasil estava presenciando na época, Salles intentou fazer um longa. Ele afirmou que o filme é um reflexo da sociedade brasileira contemporânea — a maioria da população tinha familiares desaparecidos, resultado da emigração em massa do início dos anos noventa (mais de um milhão de pessoas deixaram o país por causa do Plano Collor, cuja intenção era reestruturar a economia nacional) — e seu histórico como diretor de documentários estabeleceu uma forma de fazer filmes que estava intimamente ligada ao que estava acontecendo ao seu redor. Alguns críticos notaram uma certa similaridade com o enredo do filme Alice nas Cidades (1974), dirigido por Wim Wenders, de quem Salles é fã. O escritor brasileiro Marcos Strecker afirmou: "Nos dois casos, os personagens fogem de um futuro irrealizável e se voltam a um passado desconhecido. A falta de raízes e a crise de identidade são fios que comporão o tecido virtuoso de um novo recomeço."
Os produtores responsáveis foram Arthur Cohn e Martine de Clermont-Tonnerre. Cohn recebeu o roteiro do filme por meio do Sundance Institute e achou o enredo cativante, fascinante e muito bem desenvolvido, e declarou que tem "muito orgulho de ter trabalhado neste projeto" e que a aprovação do público foi "seu maior prêmio". Apesar de angariar inúmeros argumentos por mês, a produtora-executiva Lilian Birnbaum afirmou que foi o enredo de Central do Brasil que atraiu o interesse de ambos desde o primeiro momento. Por sua vez, a equipe técnica teve um papel bastante participativo na constituição do filme enquanto um todo. Isso aconteceu desde um primeiro momento, quando se partiu para a construção de um roteiro que envolveu novos integrantes. Depois, desse procedimento interativo que a equipe alcançou, houve o planejamento da fotografia, do som, da direção de arte, da direção de atores e da finalização.

### Roteiro
Como Salles já tinha a concepção da história, faltava ele encontrar um roteirista para desenvolver o argumento, uma vez que ele próprio não estava conseguindo evoluí-lo. O diretor então definiu o novato Marcos Bernstein para trabalhar na trama, o qual nunca tinha escrito um roteiro cinematográfico. O interesse de Salles por Bernstein surgiu na época em que este tinha ajudado na elaboração do enredo de Terra Estrangeira (1995) e, consequentemente, tornado-se co-roteirista desse filme. Após sua contratação, Bernstein convidou o também principiante João Emanuel Carneiro para que, juntos, desenvolvessem o enredo, que agradou muito o diretor. A intenção deste em conceber a oportunidade para ambos foi "a curiosidade do novo", dado que, em sua opinião, lidar com alguém que escreveu inúmeros roteiros torna-o mecânico naquilo que faz. De 1990 a 1995, quase nenhum filme tinha sido produzido no Brasil, então a equipe de produção teve que se reinventar. Para Salles, a beleza disso era que os [novos cineastas/roteiristas] eram apaixonados pela área de atuação, "porque naquele momento você tinha que ser muito corajoso para optar pelo cinema, visto que era um meio que quase tinha morrido, [...] e o fato de que essas pessoas vieram com um desejo intenso fez com que surgisse uma nova onda [de conceitos] ... Eu acredito muito mais em talento do que em experiência", declarou. Os roteiristas criaram cerca vinte e cinco versões da história antes de alcançarem o resultado final. O diretor também utilizou, tematicamente, os conteúdos que levaram-no a escolher essa profissão: a questão da identidade, as fronteiras geográficas ou psicológicas, as diversas formas de exílio.
Após uma disputa com outros dois mil concorrentes, o roteiro do filme foi premiado com 310 mil dólares em um concurso promovido pelo Sundance Film Institute, convertendo-se, até aquele momento, o maior prêmio e estímulo internacional já recebido por um cineasta brasileiro a um projeto futuro de produção. Ele foi o único argumento escolhido com unanimidade pelos sete jurados internacionais do prêmio.
Por intermédio da história de Socorro Nobre e devido ao motivo de a população brasileira naquele momento ter-se acostumado com a violência urbana no país, Salles teve a ideia da personagem Dora, que, por causa dos problemas sociais enfrentados pelas cidades grandes, como o desemprego e violência social, passou ignorar as outras pessoas e perdeu sua própria identidade — assim como muitos que vivem rodeado de milhões de pessoas. Alguns acontecimentos do enredo tiveram que ser alterados durante as gravações, fato que, na opinião do diretor, foi um "orgulho a equipe ter perdido o controle do filme"; à medida em que a produção progredia, novas paisagens e locais eram inclusos nas filmagens, uma vez que os produtores foram atingidos pela realidade de como é a vida na estrada.

### Seleção de elenco
Embora tivesse trabalhado com Fernanda Montenegro em alguns projetos, Walter Salles apresentou interesse em envolver-se com ela em uma produção cinematográfica muito antes da concepção do filme, cerca de dez anos antes; contudo, ainda não tinha achado um projeto adequado para a colaboração. Após o início do roteiro, o cineasta considerou-o perfeito para Montenegro, para quem, nas palavras dele, o filme tinha sido escrito e pensado. Após ter escalado a atriz principal e a dupla de roteirista, Salles queria contratar "não-atores", em virtude de que eles poderiam entrar em si mesmos sem pretensões e não deixariam suas experiências de carreira refletirem na tela.
Para o papel de Josué, o diretor procurava por um garoto que soubesse o que era a luta pela sobrevivência, mas que não tivesse perdido a inocência neste processo. A escolha por Vinícius de Oliveira para integrar o elenco aconteceu de forma inusitada, foi enquanto Salles estava no Aeroporto Santos Dumont, no Rio de Janeiro, e o menino, que naquela ocasião trabalhava como engraxate, o viu na fila de uma lanchonete — apesar de que não o conhecia — e ofereceu-lhe seus serviços; porém, como o cineasta não estava calçando sapato social, este pagou a Vinícius de Oliveira um hambúrguer. Enquanto o garoto se alimentava, Salles lhe observava; depois que aquele terminou de lanchar, este lhe convidou para fazer um teste para o papel. Uma semana depois, dois membros da produção procuraram pelo garoto no Aeroporto e levaram-no à VideoFilmes para que ele realizasse o teste de elenco. Vinícius o foi selecionado dentre outros 1.500 candidatos.
Para a função do fotógrafo que retrata Dora e Josué em Bom Jesus do Norte, Salles desistiu de um ator que já estava cotado e contratou João Brás da Silva, um morador local que já tinha 38 anos dedicados à fotografia. Numa das cenas tomadas na casa da BR-116, um menino da mesma idade de Josué o encara e avisa a mãe que alguém a procura. O garoto foi interpretado por Edvaldo Lima dos Santos, que, após conhecer o diretor em uma das viagens de pré-produção, chegou a ser cogitado como Josué. Edvaldo foi responsável por alterar uma frase dita por sua personagem. O roteiro pedia que ele dissesse: "Mãe, o garoto aí", no entanto, o menino perguntou a Salles se poderia fazer um pequeno ajuste. "Esse mãe não está muito bom, aqui, a gente tem uma forma mais carinhosa de dizer - mãinha.", o diretor aceitou, e a fala ficou como Edvaldo queria: "Mãinha, o garoto aí". Posteriormente, Marília Pêra, Otávio Augusto, Othon Bastos e Matheus Nachtergaele foram contratados.

### Filmagens
Devido ao fato de ser uma coprodução entre o Brasil e a França, o filme foi escolhido pelo Ministério da Cultura francês para receber recursos do Fonds Sud Cinema para que pudessem contribuir em seu financiamento. Em seguida, o governo pernambucano entrou com cerca de oitenta mil reais de patrocínio. Devido aos seus altos custos para os padrões do cinema nacional, houve uma grande operação de financiamento apoiada por leis de incentivo federais: Rouanet e do Audiovisual ( Arts. 1.º e 3.º), da Riofilme, além de recursos próprios e de investidores estrangeiros, os quais somaram um orçamento total de 2,2 milhões de dólares.

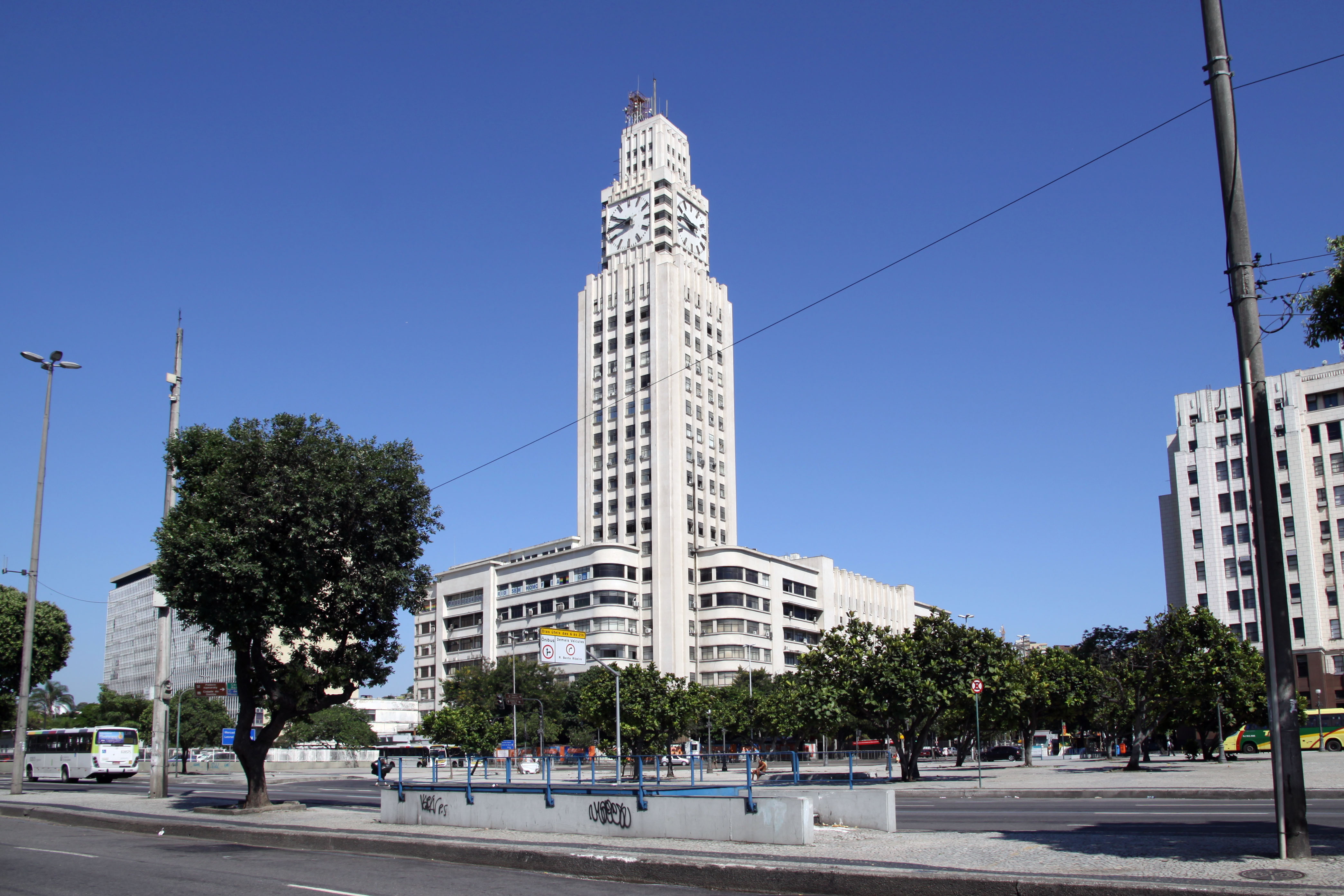
Foto da Estação Central do Brasil, que serviu como cenário e título do filme

As filmagens começaram no dia 8 de novembro de 1996 e finalizaram-se em meados de fevereiro do ano seguinte, sendo a própria estação Central do Brasil o primeiro local das gravações. A "turnê nordestina" do filme passou por Vitória da Conquista e em Milagres, interior da Bahia, onde os atores chegaram a enfrentar um calor de mais de quarenta graus, antes que a equipe de produção escolhesse o pequeno distrito de Cruzeiro do Nordeste, da cidade de Sertânia, a trezentos quilômetros de Recife, para representar a fictícia cidade Bom Jesus do Norte. A decisão pelo local aconteceu depois de os produtores terem percorrido cerca de dez mil quilômetros entre os estados da Bahia, Ceará e Pernambuco. Os moradores do distrito ganharam um cachê para interpretarem com os atores profissionais.
Alguns momentos do filme foram totalmente improvisados, como o da passagem em que Dora está a escrever as cartas no início do filme. No primeiro dia em que instalou-se a pequena mesa na estação Central, as pessoas apresentavam-se ao local e recitavam suas cartas de verdade, e esqueciam-se das câmeras, "eram inocentes e pediam para escrevermos cartas verdadeiras", disse Salles. Pelo fato de aquelas cartas expuserem uma poesia "tão crua e tão emocionalmente verdadeira", os produtores resolveram incorporá-las ao filme, e isso imediatamente mudou sua densidade. O mesmo aconteceu com a cena da romaria, na qual participaram cerca de oitocentas pessoas, composta por todos os habitantes locais e por indivíduos vindos de cidades vizinhas, os quais trabalharam três noites inteiras. Sua gravação baseou-se na reencenação de uma peregrinação que a equipe de filmagem fizera oito meses antes, e, segundo o diretor, o que começou como uma representação tornou-se a própria peregrinação. Montenegro afirmou que foi intenso registrar essa sequência, uma vez que ela e a equipe produção tinham passado o dia num calor insano, "no fundo de um sertão abandonado, esperando a noite chegar."  A produção construiu uma igreja, casa dos milagres, a agência dos Correios e o cabeleireiro. "Montamos o cenário da festa, com inúmeras barraquinhas, usando mão de obra local", declarou a produtora Elisa Tolomelli. Posteriormente, as filmagens beneficiaram a região, como canalização de água tratada e o calçamento; no entanto, as construções retrocederam com o passar dos anos, como a rodoviária local — onde uma multidão de figurantes rezou ao lado de Dora e Josué —, que foi abaixo após rachar, e a agência dos Correios do distrito, inaugurada dois anos após o filme e um dos elementos vitais para ilustrar a troca de cartas no enredo, a qual permaneceu desativada por anos e só retomou as atividades em 2013.
Central do Brasil foi a primeira experiência cinematográfica de considerável parte do elenco. Vinícius de Oliveira, com 11 anos na época, nunca entrara em uma sala de cinema ou conhecera os métodos de atuação. Durante as gravações das cenas com ele, o diretor apenas lhe pedia para fazê-las, sem que o ator tivesse tido aulas profissionais de atuação, o que, segundo o ator, foi bom, visto que ele era uma criança e não aprenderia as técnicas naquele momento e que também "o personagem era muito próximo de mim, muito próximo do eu era. Eu daquele jeitinho, marrentinho, chatinho...". Em muitos momentos das filmagens, Fernanda Montenegro o apoiava com relação à performance, não portando-se, na palavras dele, como a super-estrela que ela era, o que trouxe o [bom] resultado final do filme. Em 1995, Socorro saiu do presídio, sob liberdade condicional. No ano seguinte, o cineasta, sem explicar o motivo, a convidou para ir ao Rio de Janeiro, e, quando chegou no local, os ensaios para as filmagens já haviam começado. Salles lhe pediu para escrever uma carta, como se fosse para alguém querido que estivesse preso. No filme, Socorro aparece na primeira cena, na qual dita, para Dora, uma carta de desilusão amorosa.
| “                     | Filmar esta bela história foi um ato gozoso e doloroso, obstinado, orgânico e absolutamente surpreendente na sua coragem ao despudor de falar ao coração e só ao coração. Longa, vitoriosa vida a esta Central, que é este renascer conjunto do cinema no Brasil. | ” |
| — Fernanda Montenegro | |   |

### Fotografia
O diretor de fotografia responsável foi Walter Carvalho, que já tinha trabalhado no filme anterior de Salles, Terra estrangeira. A escolha por aquele, nas palavras deste, foi devido ao fato de Carvalho dispensar a parafernália técnica dos [fotógrafos] americanos e trabalhar com poucos recursos e uma câmera portátil (a francesa Aaton Digital). Salles comparou-o com o diretor de fotografia mexicano Gabriel Figueroa, cujo trabalho foi de muita importância para a cinematografia latino-americana, já que Carvalho "encarna, rigorosamente, a figura do diretor de fotografia, o homem que dá 'alma' ao filme". A película foi majoritariamente rodada com o tipo de câmera Panaflex e em lentes widescreen.
A execução das câmeras foi de grande relevância para exteriorizar a visão que Dora tinha do mundo. Pelo fato de a personagem, inicialmente, não conseguir "ver" além da pessoa que se encontra à sua frente, o foco da lente é exclusivo a ela; isso se comprova, por exemplo, no momento em que a senhora entra no metrô lotado e Josué, pelo lado de fora, a observa. À medida em que a mulher se aproxima do menino e, gradualmente, vai descobrindo que o mundo é mais amplo do que aquele que ela via pela janela de seu apartamento ou na estação e começa a ter interesse pelo próximo, as lentes permitem uma elevada profundidade de campo que não era perceptível anteriormente e uma nova escala de cores se introduz no filme — como o azul do céu, o verde das árvores, o vermelho e outras cores que não fazem parte, em geral, da paisagem carioca, desabrochando um novo olhar de mundo, olhar esse que estava há muito tempo exilado em Dora. Para a sequência em que ela procura Josué na romaria, o fotógrafo logrou essencialmente da luz de setecentas velas carregadas pelos fiéis para criar o clima místico. Apesar de haver uma iluminação adicional que contorna de forma delicada a procissão, Carvalho usou da sensibilidade e emoção para gravar o momento, a fim de causar a impressão de que não há luminosidade artificial. O modo de fotografar algumas sequências em forma de documentário, deixar opções abertas no roteiro, na história e na narrativa, de forma que o ato de filmar em si mesmo permita a incorporação de novos elementos e o formato de viagem terrestre tiveram influencias do Neorrealismo italiano e do Cinema novo.

### Música
A trilha sonora foi composta por Antonio Alves Pinto e Jaques Morelenbaum. Alves Pinto conheceu o projeto por intermédio de sua irmã Daniela Thomas, que co-dirigiu com Salles o filme Terra Estrangeira, e rapidamente interessou-se, uma vez que a produção tratava de um tema adulto e o desafio era maior do que aquele que fora exigido em seu primeiro e mais recente trabalho — Menino Maluquinho - O Filme. Com o intuito de ser contratado, o compositor criou várias músicas, de modo que ele pudesse convencer o diretor "pelo excesso". No entanto, este, por insegurança naquele, contratou José Miguel Wisnik para o trabalho, o qual não vingou devido a uma discrepância entre ambos, o que fez com que Wisnik se retirasse da produção. Novamente outro músico foi admitido, mas, por problemas de conceito entre ele e Salles, desligou-se do projeto. A atenção do cineasta então voltou-se para Alves Pinto, que foi inicialmente contratado para compor músicas adicionais. Porém, como Salles e Daniela estavam envolvidos em outro projeto, intitulado Meia-Noite, o diretor então ofereceu ao compositor a oportunidade de produzir um tema para o filme. O músico trabalhou por cinco dias na elaboração da faixa "Central do Brasil", a qual muito agradou a Salles. Este, em seguida, ofertou-lhe a função de elaborar toda a trilha sonora, proposta que foi prontamente aceita. A trilha levou quase quatro meses para ser realizada e utilizou-se dezesseis cordas, uma rabeca, viola, violão e piano. "Se eu tivesse mais dinheiro pra fazer a trilha, eu usaria 150 cordas", afirmou o compositor.

Alguns críticos notaram a influência do minimalismo de Philip Glass – ao menos no tema principal da obra. No entanto, a ISTOÉ publicou que "Mesmo assim não é demérito para os autores Antônio Pinto e Jaques Morelenbaum, que captaram a sensibilidade da história [...] e compuseram um pequeno concerto erudito com uma ótima formação de piano e cordas. É o tipo de música que não só serve de apoio às belas imagens de Central do Brasil como sobrevive perfeitamente fora das telas." Na produção, foram utilizadas ainda algumas canções previamente lançadas por artistas, entre as quais: "Mama África", de Chico César; "Toada e desafio", de Capiba; "Preciso me encontrar", de Candeia; "Ruínas da Babilônia", de Fauzi Beydoun; e "E Deus por nós", de Fátima Leão e Alexandre Neto.
| Trilha sonora  |                        |                                          |         |  |
| N.º            | Título                 | Intérprete(s)                            | Duração |  |
| 1.             | "Central do Brasil"    | Antonio Alves Pinto e Jaques Morelenbaum | 3:10    |  |
| 2.             | "O Trem"               | Antonio Alves Pinto e Jaques Morelenbaum | 2:29    |  |
| 3.             | "Toada"                | Antonio Alves Pinto e Jaques Morelenbaum | 3:15    |  |
| 4.             | "Sai Pirralho"         | Antonio Alves Pinto e Jaques Morelenbaum | 2:11    |  |
| 5.             | "Saída do Trem"        | Antonio Alves Pinto e Jaques Morelenbaum | 0:55    |  |
| 6.             | "Atropelamento"        | Antonio Alves Pinto e Jaques Morelenbaum | 1:33    |  |
| 7.             | "Central do Brasil"    | Antonio Alves Pinto e Jaques Morelenbaum | 3:13    |  |
| 8.             | "Caminhão"             | Antonio Alves Pinto e Jaques Morelenbaum | 0:40    |  |
| 9.             | "Conversa"             | Antonio Alves Pinto e Jaques Morelenbaum | 1:45    |  |
| 10.            | "Despedida"            | Antonio Alves Pinto e Jaques Morelenbaum | 0:46    |  |
| 11.            | "Casa de Jesus"        | Antonio Alves Pinto e Jaques Morelenbaum | 1:27    |  |
| 12.            | "Matinal"              | Antonio Alves Pinto e Jaques Morelenbaum | 0:51    |  |
| 13.            | "Estrada"              | Antonio Alves Pinto e Jaques Morelenbaum | 0:41    |  |
| 14.            | "Correio"              | Antonio Alves Pinto e Jaques Morelenbaum | 1:27    |  |
| 15.            | "Porteira"             | Antonio Alves Pinto e Jaques Morelenbaum | 1:30    |  |
| 16.            | "Milagres"             | Antonio Alves Pinto e Jaques Morelenbaum | 1:53    |  |
| 17.            | "Retrato"              | Antonio Alves Pinto e Jaques Morelenbaum | 2:38    |  |
| 18.            | "Vem Comigo"           | Antonio Alves Pinto e Jaques Morelenbaum | 0:51    |  |
| 19.            | "A Carta de Dora"      | Antonio Alves Pinto e Jaques Morelenbaum | 4:08    |  |
| 20.            | "Preciso Me Encontrar" | Cartola                                  | 2:59    |  |
| Duração total: | Duração total:         | Duração total:                           | 38:00   |  |

### Efeitos sonoros
Para a criação dos efeitos sonoros, Salles inspirou-se no trabalho do franco-suíço Jean-Luc Godard, que não processava o som de seus filmes de forma repetitiva e nunca deixava o áudio em plena sincronia com as cenas; e foi por meio deste que Salles compreendeu que o som tem um potencial narrativo muito poderoso, sendo Central do Brasil seu primeiro filme em que ele conseguiu aplicar e fazer funcionar esse conceito.
Para a cena inicial, a qual se passa na estação, a equipe de sonoplastia criou cerca de 25 a 30 camadas diferentes de som, as quais englobam o barulho dos trens, os alto-falantes, o eco das conversas de centenas de pessoas e as vozes dos clientes de Dora ditando suas cartas; todas essas camadas se somam umas às outras e às vezes até se colidem. À proporção que a história penetra no coração do país, quanto mais perto as personagens principais estão de chegar do hipotético pai de Josué, mais definidas essas camadas de som se tornam, e mais específicas elas ficam. Por exemplo, o público já é capaz de ouvir claramente um cachorro latindo ou uma criança cantando algo no fundo; para se conseguir esse resultado, as camadas foram gradativamente diminuídas para mostrar que as personagens estavam recuperando a compreensão do mundo ao seu redor.

## Organização da narrativa
O filme desenvolve-se em uma narrativa que recebe influências da estrutura clássica, realista, muito adotada no cinema, na qual as personagens se deslocam no mundo movidas por tensões e tentam resolver seus conflitos. Ao fim de suas travessias, precisam terminar a trama modificadas. Tanto do ponto de vista narrativo, como do pessoal, eles devem se encontrar, no fim, longe de onde estavam e transformados emocionalmente; e é isso o que se observa em Dora. O enredo organiza-se ao longo de três atos.
No primeiro, também conhecido como Apresentação, exibe-se o argumento, a história, e aponta, de forma introdutória, o que o público precisa saber. Neste ponto são revelados os traços das personagens centrais, e concomitantemente são lançados os elementos que constituem a trama e que determinarão seu desenvolvimento. Essas primeiras informações são mostradas durante a exposição do filme, fase que engloba o conjunto de algumas informações cruciais, aquelas que alavancarão a ação. Na parte em que Dora e Josué entram no ônibus — momento deflagrado por uma tensão (a fuga) que antecipa a história, tirando os protagonistas de um estado de equilíbrio para o momento de confusão, próprio ao desenvolvimento da trama, em que irão se deparar com outros conflitos e novos desafios —, conclui-se o primeiro ato, sendo que cada veículo que tomam, seja ônibus, seja caminhão, os leva para outro caminho da história, até outra fase do roteiro.
No momento em que as personagens penetram rumo ao interior, marca-se o segundo ato. Após vários acontecimentos, como a paixão de Dora e a inserção em um ritual religioso, observa-se as mudanças no ser da senhora. A mulher nervosa e aborrecida que escrevia as cartas ditadas na estação mostra-se mais atenciosa diante do povo de Bom Jesus do Norte. Antes, ela redigia as cartas de quem estava na capital e queria mandar notícias para quem estava no interior; agora, ela redige as mensagens de quem está no interior e se corresponde com quem partiu para a cidade grande. Há uma troca da trajetória das cartas, numa mesma inversão pela qual Dora passou, deslocada do seu lugar de quem escrevia de uma agitada estação ferroviária da metrópole e, agora, de uma feira de um pequeno município do Nordeste.
O terceiro ato é na ocasião em que as personagens avançam ao final do filme, quando Dora leva Josué ao encontro de suas origens e, por fim, ao encontro dela mesma. Ao chegarem na casa do pai do menino, descobre-se ele não está, apenas os dois irmãos do garoto, uma vez que o pai havia ido ao Rio de Janeiro em busca da mulher. É aqui que se assiste ao clímax da obra, momento em que cabe a Dora, a única letrada entre eles, ler a carta que o pai havia deixado, caso a mãe de Josué retornasse. Este encontra-se acolhido no lar, e, então, a sua peregrinação com Dora se completou, pois ela, finalmente, o conduziu até sua família.

## Temas e análises

Momento em que Dora acorda em uma calçada, sobre o colo de Josué, que ampara a mulher tão só quanto ele; esta cena compõe uma imagem que remete à Pietá invertida.

Vários críticos e acadêmicos têm analisado Central do Brasil, sendo a busca pela identidade, o analfabetismo no Brasil e a redescoberta própria os temas mais recorrentes em seus estudos. Para Salles, o filme é definido como "uma pequeníssima odisseia: um garoto em busca do pai, uma mulher à procura de seus sentimentos, um país à procura de suas raízes". A procura pelo pai pode ser interpretada com a procura de um outro Brasil, sugerindo que as profundas marcas deixadas pelos males sociais do passado recente poderiam, de alguma forma, ser superadas por uma união criativa: o velho e o novo Brasil. No pôster, a cabeça de Dora no colo do menino Josué pode-se aludir à compaixão do futuro em relação aquele país de 1998, quebrado e estagnado economicamente e prosternado diante do Fundo Monetário Internacional.
As cores são usadas de forma simbólica durante todo o filme. No início, para retratar a impessoalidade da estação Central do Brasil, juntou-se a coloração em tons ocre, amarelo desbotado e em bege com a cor natural do ambiente e com a fotografia sem perspectiva, a qual está conectada ao close-up entre Dora e seus fregueses. A figura do trem, dos trilhos, as cartas, as canetas, o pião de Josué e até o lenço de sua mãe definem uma mensagem de uma urbanização desenfreada. Mas para que a monocromia da cena fosse amenizada, utilizou-se elementos azulados para que fossem distribuídos no cenário de modo que desenhassem pontos no enquadramento. No segundo ato, no momento em que Dora e Josué estão dentro de um ônibus em direção ao Nordeste, as cores tornam-se abundantes e diversas e suas densidades permanecem em conjunto com a paleta de cores mais ensolarada. Outro aspecto a se notar é a presença de poeira, que remete ao tempo, à degradação, os quais, por sua vez, demonstram características fundamentais à história, como a região e condições socioeconômicas. As cores azul e violeta auxiliam como ponto de fuga no enquadramento, as quais advêm de planos que realçam o azul das roupas de figurantes, do céu, além do de pinturas na paredes, como aquelas do conjunto habitacional em que moram os irmãos de Josué, as quais dão uma sensação fastidiosa. O vermelho também é importante, uma vez que é uma cor muito emocionalmente intensa. Na cena em Dora se apaixona pelo caminhoneiro e vai ao banheiro e passa o batom, a cor deste simboliza sua paixão, ação e desejo pelo senhor. No final do filme, quando ela está prestes a deixar a casa dos garotos, o vermelho novamente entra em cena e desencadeia certa indagação com relação à sua autoestima, e, no momento em que a senhora sai da moradia, a cor parece agregar um único bloco de azuis — provenientes do seu vestido, das casas e do próprio céu.
A viagem das personagens também expõe a necessidade de abandono das cidades, sem esperanças, e a escapada para o interior em busca das raízes. Na verdade, esse é o caminho inverso da migração comum no Brasil, em que os retirantes do Nordeste rumam para as grandes cidades do Sudeste, à procura de uma vida melhor. "A viagem deles exprime o abandono do espaço urbano degenerado, uma fuga para o interior, para o campo. Ao deixar o Brasil industrializado, fracassado pela violência e pelo afeto desaparecido, os personagens tentam retornar ao passado mítico do interior e do Nordeste", observou Marcos Strecker. Nota-se também muitas referências aos meios de transporte e às ocorrências de locomobilidade, a começar pelo próprio trem. Em um momento, a escritora surge no interior vagão da locomotiva, retornando para sua casa, após uma jornada de trabalho na estação. A ação é marcada por uma trilha sonora melancólica ao fundo, ritmada pelo compasso dos movimentos dos passageiros que se seguram em pé. Sobre a cena da romaria, Walter Carvalho afirmou que "a peregrinação específica que reproduzimos foi a da virgem da luz de velas que traz luz à escuridão, ou seja, ao cinema."

## Lançamento

### Distribuição e divulgação
Central do Brasil foi exibido pela primeira vez em uma mostra regional de cinema na Suíça em 16 de janeiro de 1998, seguido de seu lançamento mundial três dias depois no Festival Sundance de Cinema, nos Estados Unidos, no qual angariou elogios pelo público e pela crítica. Durante sua apresentação, a obra recebeu uma ovação de pé e emocionou os que estavam presentes. O idealizador do festival, o ator Robert Redford, afirmou que o "filme se transformou em uma das atrações mais aguardadas pelos jornalistas e pelo público." Após sua apresentação, a Miramax e a Sony Pictures Classics disputaram acirradamente pelos direitos de distribuição internacional do filme, o que terminou em uma divisão entre as duas empresas: a primeira ficou responsável pelo lançamento em território norte-americano, a segunda, com a Europa e América Latina, via Buena Vista. No dia 14 de fevereiro, a película estrelou no Festival de Berlim, onde foi bem recebida pelos críticos e levou os dois mais prestigiados troféus da cerimônia, o Urso de Ouro e Urso de Prata de Melhor Atriz, tornando-se o primeiro filme brasileiro a ganhar os prêmios no festival, além do Prêmio de Melhor Filme (júri ecumênico).
Seu próximo lançamento em um festival no exterior foi no Internacional de Vancouver, em setembro, no qual, ao lado de A Vida É Bela, foi o mais procurado pelo público. Ainda naquele mês, apresentou-se no Festival de San Sebastián, na Espanha, em que foi agraciado com o prêmio Melhor Filme Júri Público, e no Festival de cinema Manaki Brothers, Macedônia do Norte, onde levou o prêmio Câmera de Ouro, dedicado à criatividade de diretores de fotografia de todo o mundo. No dia 13 de setembro, a obra estreou no Festival Internacional de Cinema de Toronto, na seção "Gala Presentations", que apresenta longas-metragens que receberam destaque ao longo do ano. Em 22 de outubro, apresentou-se no Festival Internacional de Cinema de Chicago como o filme de encerramento da noite, seguido do Festival Internacional de Cinema de Fort Lauderdale, no qual levou o prêmio de Melhor Atriz. No mês seguinte, estreou no Festival Internacional da Arte da Cinematografia (Camerimage), na Polônia, o qual premiou o filme com o Golden Frog, e no Festival Internacional de Cinema de Mar del Plata. Entretanto, antes mesmo do seu lançamento em território brasileiro e da premiação na berlinale, Central do Brasil já tinha os seus direitos vendidos mundialmente, um fato raro até então na cinematografia brasileira.
A primeira exibição oficial do filme nos cinemas aconteceu em 3 de abril de 1998 no Brasil, lançado inicialmente com apenas 36 cópias. Inicialmente, a distribuição estava sob a responsabilidade da Riofilme, que se juntou à distribuidora Severiano Ribeiro Distribuição. A estratégia de lançamento ficou a cargo de Bruno Wainer, que preferiu um lançamento prudente. Ele assumiu a tarefa de distribuir o filme em novembro de 1997, ocasião em que já havia uma estratégia em andamento. A concepção original era lançar Central do Brasil em seguida à sua exibição no Festival de Sundance, de modo a aproveitar a repercussão desta exibição junto à mídia. Contudo, quando o distribuidor entrou em contato com a obra, ele logo teve a certeza de estar diante do filme brasileiro mais importante daquele momento e notou que havia ali um grande potencial. Suas sugestões foram sendo aceitas pelos produtores, e o resultado do processo foi uma readequação do projeto original. Wainer agiu para que pudesse ter a oportunidade de aglomerar um maior conhecimento do local em que estava atuando. Como consequência, a data de lançamento foi adiada de janeiro para abril; o motivo é porque janeiro é a época de filmes de férias e fevereiro e março são meses dominados pelos filmes que concorrem ao Oscar. Houve também um poderoso trabalho de propagação boca à boca do filme, através de pré-estreias pelas principais praças do País. O eixo Rio-São Paulo foi o que obteve especial atenção, devido a seu grande público.
Sua primeira apresentação em um cinema fora dos circuitos brasileiros ocorreu na Espanha, em 16 de outubro de 1998. No dia 20 de novembro, Central do Brasil estrou oficialmente nos cinemas dos Estados Unidos, em duas salas de Nova Iorque, onde foi batizado de "Central Station" e nas quais recebeu elogios dos críticos. Seis dias depois, ele foi lançado em outras cinco salas na Califórnia. Posteriormente, 85 cópias do filme foram exibidas em 28 cidades de pequeno e médio portes do país. A intenção da Sony foi deixar a obra em cartaz até março, mês em que aconteceu a premiação do Oscar, para que ela fosse a representante brasileira a concorrer à estatueta de Melhor Filme Estrangeiro. O próximo país que exibiu o filme foi a Itália.
Na Europa, os maiores públicos foram na França, com um total de 590 mil espectadores; seguido da Alemanha, com 300 mil; Itália, com 242 mil; Suíça e Reino Unido, ambos com 200 mil; e Espanha, com 120 mil pessoas.

### Classificação indicativa
No Brasil, em seu lançamento para os cinemas, Central do Brasil foi classificado como "não recomendado para menores de doze anos", de acordo com o Sistema de Classificação Indicativa Brasileiro do Departamento de Políticas de Justiça (DPJUS). Nos Estados Unidos, o filme recebeu da Motion Picture Association of America (MPAA) uma classificação R (Restrito) por conter "linguagem inapropriada", isto é, "menos de dezessete anos requer o acompanhamento dos pais ou responsável(eis) adulto". O sistema de classificação British Board of Film Classification (BBFC), do Reino Unido, deu uma recomendação para maiores de quinze anos. Em Portugal, a organização de Inspeção-Geral das Atividades Culturais atribuiu-lhe uma classificação M/12. Assim, foi recomendado para maiores de doze anos.
A organização Media Development Authority, da Singapura, avaliou-o com o PG, ou seja, "Orientação Parental Recomendada, uma vez que alguns conteúdos podem não ser adequados para pré-adolescente. O Office of Film and Literature Classification, da Austrália, certificou a obra com um M, com outras palavras: Recomendado para públicos maduros, visto contém material que necessita de uma observação adulta. Já a finlandesa Valtion Elokuvatarkastamo classificou-o com K-11: "Somente para onze anos ou mais".

### Formato doméstico
Central do Brasil foi primeiramente distribuído em VHS, em 1999, pela distribuidora Europa-Marcondes. No ano seguinte, o filme foi distribuído em DVD; ainda é possível se encontrar cópias em DVD à venda, já que a VideoFilmes continua distribuindo a obra nas casas especializadas.[carece de fontes?] Esta é uma ocorrência excepcional de verticalização audiovisual na Retomada, e é a carreira mais longa de comercialização de um filme brasileiro no mercado de home video nacional. O lançamento em DVD inclui "menu interativo, notas de produção, seleção de cenas, notas sobre elenco e/ou diretor, trailer de cinema e o making-of'".
Na América do Norte, foi distribuído em DVD pela Columbia TriStar no dia 13 de julho de 1999 nos formatos anamórfico, Dolby e NTSC. Em território japonês, foi apresentado em 3 de dezembro. Já no Reino Unido, o lançamento em PAL ocorreu em 5 de agosto de 2002, por meio da Buena Vista. Em 24 de fevereiro de 2004, a Homevision lançou uma coleção composta por nove discos. Na França, foi comercializado em formato DVD apenas em 1 de março de 2011.

## Recepção

### Bilheteria
Central do Brasil foi um sucesso no Brasil. Em seu primeiro final de semana de estreia, cerca de setenta mil pessoas assistiram a obra, o que indicava uma ótima taxa de público por cópia lançada. O filme ultrapassou todas as expectativas, e angariou um público de um milhão e duzentos mil espectadores ao cinema; isso na primeira fase de lançamento. No entanto, ainda assim, Salles encontrou dificuldades para a exposição ao público nacional, visto que quando a película foi lançada, muitas salas estavam exibindo Titanic. Na semana seguinte, mais 250 cinemas começaram a exibir The Man in the Iron Mask — em suma, oitenta por cento das salas brasileiras estavam ocupadas por dois filmes americanos, o que, nas palavras do diretor, "é mais difícil, sem nenhum maniqueísmo, conseguir salas para exibição de um filme brasileiro do que trazer o público para vê-lo. Após sete meses de exibição, Central do Brasil chegou a um número de 1.300.000 espectadores, o que permitiu alcançar uma renda aproximada de sete milhões de reais. Não obstante, teve uma segunda fase em função do êxito alcançado no âmbito internacional.
O faturamento do filme ampliou no ano de 1999, em consequência de seu relançamento, por conta de suas indicações ao Oscar. A dimensão do empenho deste relançamento foi de maior força do que a do lançamento original, o que se comprova na cidade de São Paulo, por exemplo, onde o filme retornou ao circuito em vinte salas, no dia 6 de fevereiro. Nessa fase da comercialização, o número de cópias em circulação chegou a oitenta; na sua oitava semana em cartaz, Central do Brasil ainda se mantinha com 54 películas em exibição. Ao fim de sua carreira comercial no país, a obra fez um público total de 1.593.367 e uma receita de 7 666 835 de reais.
Nos Estados Unidos, a obra abriu na cinquentésima posição dos filmes mais assistidos de 20 de novembro, recebendo um total de 35 710 dólares arrecadados em dois cinemas, com uma média de 17 855 dólares por sala. Após sete dias em exibição, o qual foi considerado seu segundo fim de semana de abertura, o filme angariou 75 991 em sete salas — um aumento de 113 por cento em relação final de semana anterior, dia 22. Nas semanas seguinte, Central do Brasil apresentou oscilações. Foi no dia 15 de janeiro de 1999 que o filme ultrapassou a marca de um milhão de dólares. Após ter sido anunciado, em 9 de fevereiro, os indicados ao Oscar, sua bilheteria expandiu cerca de 114 por cento em comparação a do final de semana anterior, saltando de 1 735 112 para 2 277 760. Após 34 semanas em exibição, o filme encerrou sua carreira no território americano em 9 de julho, em cinco cinemas, com um público total de 1.300.000 e uma arrecadação de 6 500 000 de dólares. Outras nações que apresentaram uma forte bilheteria em dólares foram França, com 3 440 000; Alemanha, 1 800 000; Itália, 1 300 000; Reino Unido, 1 000 000; Espanha, 720 000; Suíça, 600 000; Argentina, 540 000; Bélgica, 480 000; Uruguai, 260 000; México, 200 000; Chile, 147 000; Venezuela, 112 000; Peru, 110 200; e Coreia do Sul, com 103 000 dólares. Atualmente, Central do Brasil ocupa a 68.ª posição entre os filmes estrangeiros de maiores bilheterias na América do Norte e foi o 154.º mais bem-sucedido mundialmente naquele ano.

### Resposta da crítica
Após sua liberação, Central do Brasil foi frequentemente considerado como um dos melhores filmes de 1998 pelos críticos cinematográficos e pela imprensa nacional e internacional; elogios vieram principalmente para Fernanda Montenegro e Walter Salles. Pela sua grande aceitação por parte da crítica e do público, foi considerado de um "sucesso inesperado." No agregador de resenhas Rotten Tomatoes, o filme recebeu um "Certificado Fresco" e marcou 94 por cento de aprovação com base em comentários de 50 críticos, e registra uma nota 7.9 de 10. De acordo com o site, o consenso crítico do filme diz: "O diretor Salles transcende os clichês de filmes de estrada e produz um filme que é tão flexível quanto universal". No Metacritic, que atribui uma média aritmética ponderada com base em 100 comentários de críticos mainstream, o filme recebeu 80/100 pontos com base em 24 comentários, indicando "análises geralmente favoráveis". Ainda no website, foi classificado como o 11.º melhor filme do ano, assim como o 46.º mais comentado, e o 64.º mais compartilhado.
O crítico Rick Groen, do The Globe and Mail, deu-lhe a classificação máxima de cinco estrelas e afirmou: "[Central do Brasil] é um conto simples, mas poderoso [...] e que facilmente integra o grupo dos dez melhores filmes do ano; e finalizou chamando Montenegro de "revelação que nos permite assistir a sua lenta e orgulhosa regressão a um estado de relativa inocência." A nota máxima também veio de Jami Bernard, crítico do New York Daily News, que escreveu: "Normalmente, o som [que se ouve] nos cinemas é de trituração de pipoca. Mas o som nos cinemas onde o filme foi exibido é de corações partidos." Em sua publicação ao San Francisco Chronicle, Edward Guthmann declarou que "deslumbrante, Montenegro dá uma performance marcante no filme, e, mesmo sem maquiagem e esbanjando seus 67 anos, ela é sensacional." Ele observou que, à medida em que as duas personagens principais mergulham no interior brasileiro, Central do Brasil coincide a odisseia física com uma jornada rumo à alma. O brasileiro Pablo Villaça também deu cinco estrelas em cinco e publicou no site Cinema em Cena que: "Walter Salles realiza, enfim, mais um grande trabalho. Sua direção é sincera e hábil ao mostrar um Brasil feio, pobre, mas rico em sentimentos." Sobre Fernanda Montenegro, descreveu sua atuação simplesmente absoluta. "O 'aprendizado' de sua personagem é transmitido de uma maneira tão inteligente que não há como deixarmos de comemorar cada nova vitória, cada pequena alteração em seu comportamento. Além disso, temos as belas atuações de Marília Pêra, que cria uma personagem curiosamente ingênua em meio ao caos e à amargura que imperam em Central do Brasil; e de Othon Bastos, que consegue, durante o pouco tempo em que aparece na tela, deixar uma impressão profunda na mente da platéia graças a seu carisma e à sua gentileza. Mas não posso deixar de destacar o brilhante trabalho de Vinícius de Oliveira. É impressionante o talento deste garoto. Basta citar o momento em que ele vê um homem, que acredita ser seu pai, se aproximar. Ele engole em seco, arqueja quase imperceptivelmente e se cola à parede. São detalhes muito sutis, mas que recheiam toda a atuação do menino."
Para o crítico americano Roger Ebert, em sua análise ao Chicago Sun-Times, o sucesso do filme repousa em grande parte sobre os ombros de Fernanda Montenegro, uma atriz que elimina com sucesso qualquer desejo que possa permitir que o sentimentalismo arruíne seu relacionamento com a criança. Ela entende que o filme não é realmente sobre a busca do menino por seu pai, mas sobre seu próprio despertar. Esse processo é medido com tanto cuidado que nem percebemos o ponto em que ela se torna uma pessoa mais gentil." Com relação à atuação de Vinícius de Oliveira, o crítico afirmou que o ator interpreta Josué tão bem que seu desempenho é transparente. Janet Maslin, escritora do jornal The New York Times, escreveu que o filme é "maravilhosamente desempenhado por Montenegro"  e que "Salles traz grande ternura e surpresa para os eventos que pontuam esta odisseia [...] e a Sra. Montenegro lembra Giulietta Masina em ambos mau humor e aparência"; Maslin finaliza que "o cineasta dirige de forma simples e vigilante, com um olhar que parece penetrar em todos as personagens." O jornalista David Denby, em sua matéria à revista The New Yorker, concordou com a escritora e afirmou que "Fernanda Montenegro, a grande estrela do Brasil, rivaliza com atrizes lendárias como Masina e Jeanne Moreau em sua capacidade de atuar; em sua conclusão, escreveu que "este sagaz e resistente filme brasileiro move-se com certeza e convicção da negação absoluta para algo como otimismo." Em sua revisão para o The Guardian, Bob Flynn destacou que "o mais surpreendente é que o filme foi feito por um documentarista, a maior parte do elenco e da equipe nunca tinha trabalhado no cinema antes, e um dos destaques é um menino de nove anos de idade, que nunca tinha ido a um cinema [...] Ainda mais milagroso é que este épico intimista de redescoberta aparece depois de uma década em que o cinema brasileiro quase deixou de existir." Paul Tatara, para o canal de notícias CNN, escreveu que Salles traz à tona o novo neo-realismo em Central do Brasil; e chamou o enredo de "interessante", completando: "todo o filme é extremamente bem executado [...] e não será surpresa se Montenegro for indicada ao prêmio [Oscar] de Melhor Atriz." Owen Gleiberman, da revista Entertainment Weekly, notou  que "em linhas gerais [...] Salles, como Vittorio De Sica e Jean Renoir, exibe uma sensação pura em seu filme." A revista britânica Total Film publicou que "o ex-documentarista Walter Salles tem criado uma viagem lírica cativante no filme. [...] Cheia de referências religiosas, a obra também é abençoada por duas excelentes performances da veterana Fernanda Montenegro e do recém-chegado Vinicius de Oliveira."
Rafael W. Oliveira, em sua critica de cinema para o site brasileiro Plano Critico, premiou o filme quatro estrelas e meia em cinco e elogiou Salles pela forma como ele captura as paisagens áridas e hipnotizantes "de tal forma [...] que o clima de solidão parece exalar para além da tela." Ainda observou que "a fotografia de Walter Carvalho que cria contrastes belíssimos entre as paisagens, trazendo um ar quase caseiro ao filme, mas que auxilia na convicção dos espaços onde a trama se situa, [além de que] o roteiro de Marcos Berstein e João Emanuel evita estereótipos e mostra o povo brasileiro como ele é, ou apenas como qualquer ser humano é: cada um com seus próprios limites morais, seus dramas, suas angústias e seus desejos." Por fim, o crítico mostrou-se admirado com as interpretações de Oliveira e Montenegro e afirmou que ela "é, de longe, a melhor atriz que o nosso cinema já teve. Sua atuação [...] é impecável, rica em sutilezas e detalhes, onde a atriz consegue dizer muito através de seus olhares e expressões tristes, duras, típicas de alguém que já apanhou bastante da vida. A emoção parece perscrutar não apenas o rosto da atriz, mas também os próprios sentimentos do espectador. E qual não foi a injustiça quando a atriz acabou não levando a estatueta naquele ano?". Marcelo Camacho, em sua resenha para a revista Veja, concordou com a matéria de Rafael no que se trata de que Salles traçou um retrato do Brasil que evita estereótipos, e finalizou que "com história emocionante, bem alinhavada, interpretações precisas e tecnicamente perfeito, Central do Brasil é um banho de realismo numa cultura cinematográfica profundamente marcada pelo discurso delirante e por metáforas canhestras. [...] Boa parte do sucesso do filme se deve a química entre Fernanda Montenegro e o garoto Vinícius de Oliveira."

### Prêmios e indicações

O produtor Arthur Cohn (à esquerda) ao lado de Fernanda Montenegro, Vinicius de Oliveira e Walter Salles comemorando a vitória de filme nos Prêmios Globos de Ouro de 1999

O êxito comercial e crítico de Central do Brasil também mostrou-se presente nas suas premiações. No circuito internacional e nacional de láureas cinematográficas, a obra acabou arrebatando no total mais de cinquenta prêmios e indicações importantes. Seguidamente a seu lançamento, apresentou-se como um dos favoráveis para receber indicações a prêmios prestigiados do cinema. Logo em sua segunda exposição, ocorrida no Festival de Berlim, o filme já conquistou um dos mais prestigiados troféus do cinema, o Urso de Ouro, fazendo dele a primeira produção brasileira a recebê-lo, além do Urso de Prata de Melhor Atriz e o Prêmio de Melhor Filme (júri ecumênico). A ótima recepção crítica em relação ao desempenho de Fernanda Montenegro lhe garantiu vitórias em diversos festivais e premiações na categoria de "Melhor Atriz". Posteriormente, a obra foi indicada a importantes prêmios do cinema mundial como ao Oscar, BAFTA, César, Globo de Ouro, entre outros. Ao primeiro, em sua 71.ª edição, recebeu nomeações nas categorias de Melhor Filme Estrangeiro e Melhor Atriz, tornando Montenegro a primeira latino-americana a fazê-lo; já na 52.ª cerimônia do BAFTA, ganhou em Melhor Filme em língua não inglesa, o primeiro filme majoritariamente nacional a ser indicado e ganhar na categoria. Nos Prêmios Globo de Ouro de 1999, ganhou Melhor Filme em Língua Estrangeira e foi nomeado a Melhor Atriz em Filme de Drama. Ganhou Melhor Filme Estrangeiro e Melhor Atriz no National Board of Review.
Nos Prêmios APCA 1999, oferecidos pela Associação Paulista de Críticos de Arte, a produção ganhou todas as categorias para as quais fora nomeada: Melhor Filme, Melhor Direção, Melhor Atriz e Melhor Fotografia. Na 4.ª edição do Prêmio Guarani de Cinema Brasileiro, o filme se saiu como o grande vencedor e levou sete prêmios — até então, nenhum filme havia vencido em mais de quatro categorias. Das nove indicações, recebeu os seguintes Guaranis: Filme, Direção, Atriz, Roteiro, Fotografia, Trilha Sonora e Revelação; concorreu ainda a Melhor Atriz Coadjuvante (Marília Pêra) e Figurino.

## Legado
Central do Brasil tornou-se um marco na história cinematográfica do Brasil e foi responsável pela inserção do cinema nacional no circuito mundial. Apesar de alguns filmes da primeira fase da Retomada do cinema brasileiro (1992-2003) terem alcançado o mercado de exibição audiovisual internacional, como O Quatrilho (1995) e O Que É Isso, Companheiro? (1996) — ambos indicados para Oscar de Melhor Filme Estrangeiro, Central do Brasil destacou-se por ser o pioneiro no seleto grupo de filmes "internacionais". O cineasta Anthony Minghella comentou que: "Este pequeno filme brasileiro tocou mais corações do que praticamente qualquer outra película que eu conheça. Ele trouxe consigo uma voz autêntica para o cinema internacional. [...] E, depois de seu estrondoso sucesso no mundo inteiro, Walter Salles poderia muito bem ter tirado proveito das muitas portas que o filme lhe abriu para filmar em Hollywood, em inglês e com todo o apoio financeiro de que precisasse."
O crítico brasileiro Ruy Gardnier observou que "o filme, depois da premiação na Alemanha, passou a ser o fantasma-mór do cinema brasileiro. Para uns é o modelo que o cinema brasileiro deve seguir; para outros é o modelo infame do grande capital. Central do Brasil povoou todos os sonhos e pesadelos da 'classe' cinematográfica para bem e para mal. Poucos, os mais sóbrios, souberam realizar a operação psicanalítica e se livrar do fantasminha camarada que foi Walter Salles com seu Central. Muito se correu atrás de erros no filme, muito se falou de populismo, de violência amenizada, de covardia política; e inversamente, muito se falou de 'saída' para o cinema brasileiro, de importarmos de vez uma forma de cinema que 'é a certa'. Assim, discutiu-se muito pouco o filme e sim o que representava sua ascensão ao título de 'obra exemplar' do cinema brasileiro".
O filme foi incluído em diversas listas de "os melhores", e a atuação de Fernanda Montenegro foi considerada uma das melhores do ano. A Associação de Críticos de Cinema do Rio de Janeiro elegeu-o o "Filme do Ano". O National Board of Review, a revista Time e o jornal The Globe and Mail incluíram-no entre os Dez Melhores Filmes do Ano. O website "They Shoot Pictures, Don't They?", dedicado a importantes cineastas, elaborou uma pesquisa com mais de três mil críticos de cinema, diretores, acadêmicos e outros profissionais na área de todo o mundo sobre os "1.000 Melhores Filmes já Produzidos", e a obra foi incluída. No catálogo de mesmo título elaborado por John Walker, a película foi posicionada na 311.ª colocação. Com base na publicação de 2007 dos 400 Melhores Filmes Americanos, realizada pelo Instituto Americano do Cinema, a Alliance of Women Film Journalists compilou uma dos 100 Melhores Filmes de Sempre (em ordem alfabética), na qual Central do Brasil foi inserido. No mesmo ano, o jornal britânico The Guardian colocou-o em uma edição semelhante a dos 1001 Filmes para Ver antes de Morrer, assim também o site especializado "Listology" incluiu-o em sua lista de mesmo nome. Em 2010, a revista de cinema Empire classificou-o 57.º lugar na sua lista de "Os Melhores Filmes de Língua não Inglesa de Todos os Tempos", e destacou as atuações de Fernanda Montenegro e Vinicius Oliveira — "É fácil ver por quê os dois receberam uma chuva de prêmios depois do lançamento" — e a delicadeza do filme: "Sua premissa simples camufla a complexidade desse belo par de personagens, espinhosos e autênticos. É tocante, lindamente filmado, maravilhosamente musicado e ainda sobra tempo para mostrar um lado sombrio e desconhecido do Brasil". A cineasta Gina Prince Bythewood listou-o entre seus "Cinco Filmes Favoritos". No ano de 2015, a obra entrou na lista dos 100 Melhores Filmes Brasileiros de Todos os Tempos, realizada pela Associação Brasileira de Críticos de Cinema. Nos Jogos Olímpicos de Verão de 2016, a trilha sonora do filme serviu de fundo musical para a narração do poema A Flor e a Náusea, de Carlos Drummond de Andrade, o qual foi lido por Fernanda Montenegro e dublado em inglês por Judi Dench.
Em 2018, a obra ganhou cópia restaurada em Resolução 4K, cujo intuito foi comemorar seu aniversário de vinte anos. A restauração aconteceu na França e voltou às telas em julho, por ocasião do Festival Ritrovato, mostra dedicada às remasterizações cinematográficas.